# Łukasziwka (rejon hajsyński)
Łukasziwka (ukr. Лукашівка) – wieś na Ukrainie, w obwodzie winnickim, w rejonie hajsyńskim, w hromadzie Ładyżyn. W 2001 liczyła 876 mieszkańców, wśród których 844 wskazało jako ojczysty język ukraiński, 31 rosyjski, 1 mołdawski, a 1 białoruski.